# CWJ
CWJ – polski szybowiec szkolny z okresu międzywojennego.

## Historia
W 1931 roku inż Wacław Czerwiński i Władysław Jaworski na podstawie poprzedniej konstrukcji CW-III, opracowali konstrukcję szybowca szkolnego do podstawowego szkolenia wymaganego (tzw. lotów ślizgowych) do uzyskania kategorii A. W projekcie nowego szybowca postawiono na prostą budowę, łatwy pilotaż wybaczający błędy pilota, odporność na uszkodzenia podczas twardych lądowań, łatwość napraw i nadzoru.
Prototyp CWJ-1 zbudowano w Warsztatach Szybowcowych Związku Awiatycznego Studentów Politechniki Lwowskiej. W październiku 1931 roku na lotnisku w Skniłowie wykonano oblot szybowca, a po próbach egzemplarz ten przekazano do Aeroklubu Lwowskiego i przetransportowany do Bezmiechowej. CWJ wziął udział w lotach szkoleniowych VI Wyprawy Szybowcowej w Bezmiechowej, na której konstruktor Wacław Czerwiński odbył siedem lotów ślizgowych szkoleniowych, a Władysław Jaworski jeden.
Udane próby i testy prototypu potwierdziły przydatność szybowca do szkolenia szybowników w Polsce. W 1933 opracowano nową wersją rozwojową CWJ bis Skaut.
Od 1934 były stopniowo wycofywane, zastąpione je szybowcami Wrona. Ostatnie egzemplarze CWJ zostały skasowane w 1938 roku.

## Użycie w lotnictwie
CWJ był produkowany do roku 1933, m.in. na zamówienie Departamentu Lotnictwa Cywilnego dla szkół szybowcowych w kraju.
W latach 1932–1933 wybudowano 65 egzemplarzy tego szybowca. Na podstawie dokumentacji szybowca CWJ Koła Lotnicze LOPP zbudowały kilkanaście egzemplarzy, gdyż konstrukcja i budowa szybowca była prosta, a części metalowe można było zamówić w Warsztatach ZASPL.
Przykładowo: Sekcja Lotnicza LOPP w Nowym Sączu zbudowała w warsztatach kolejowych 4 egzemplarze. Łącznie powstało ich ok. 80. CWJ był jednym z najmniejszych szybowców szkolnych w Europie.
Szybowce CWJ były używane na wielu szybowiskach w Polsce, np:
- Szkoła Szybowcowa w Białej Krakowskiej,
- Szkoła Szybowcowa w Tęgoborzu (4 szt),
- Szkoła Szybowcowa Chełm (1 szt)[3].
- Fordońska Szkoła Szybowcowa im Czesława Tańskiego (2 szt),
- Aeroklub Poznański (4 szt)[4].
- CWJ “Tucholanin” zbudowany przez uczniów Seminarium Nauczycielskiego w Tucholi[5].
- Aeroklub Lwowski we Lwowie (1 szt)

## Konstrukcja
Jednomiejscowy szybowiec szkolny, w układzie górnopłata. 
Kadłub zbudowany z dwóch podłużnic sosnowych, składał się ze skrzynki i kratownicy. W przedniej części kadłuba zbudowano tzw. skrzynkę na podłużnicach, do której zamocowano płozy podwozia i hak startowy. W skrzynce osadzono siodełko pilota z drążkiem sterowym i orczykiem.
Podwozie to dwie płozy pod kadłubem zbudowane z resora stalowego z amortyzacją na gumowych krążkach.
Płat dwudźwigarowy, prostokątny, dwudzielny, usztywniony drutami umocowanymi od góry skrzydła do wieżyczki oraz z dołu do skrzynki kadłuba. Kryty sklejką od noska do pierwszego dźwigara, dalej płótnem. Wyposażony w lotki o napędzie linkowym. 
W konstrukcji szybowca zastosowano stalowe okucia: do połączenia poszczególnych elementów szybowca (tzw. węzły sklejkowe nierozbieralne), mocowania skrzydeł i statecznika poziomego, steru kierunku, mocowania cięgien usztywniające płatów skrzydła oraz rolek linek sterowych. 